# 야마자키 이에하루
야마자키 이에하루(일본어: 山崎家治, 1594년 ~ 1648년)는 에도 시대 전기의 다이묘이다. 이나바 와카사번 제2대 번주, 빗추 나리와번주, 히고 도미오카번주, 사누키 마루가메번 초대 번주를 지냈다.
| 전임 야마자키 이에모리 | 제2대 와카사 번 성주 (오미 야마자키가) 1614년 ~ 1617년 | 후임 돗토리번에 병합 (이케다 기요사다) |

|  | 나리와 번 번주 (오미 야마자키가) 1617년 ~ 1638년 | 후임 미즈노야 가쓰타카 |

|  | 도미오카 번(아마쿠사 번) 번주 (오미 야마자키가) 1638년 ~ 1641년 | 후임 막부령(도다 다다마사) |

|  | 제1대 마루가메번 번주 (오미 야마자키가) 1641년 ~ 1648년 | 후임 야마자키 도시이에 |